# Exoneura normani
Exoneura normani är en biart som beskrevs av Rayment 1948. Exoneura normani ingår i släktet Exoneura och familjen långtungebin. Inga underarter finns listade i Catalogue of Life.